# 刘育 (化学家)
刘育（1954年—），河北任丘人，化学家，南开大学教授，研究领域为有机超分子化学等。中华人民共和国教育部第三批“长江学者”特聘教授，担任“973”等重大研究计划项目首席科学，中国化学会理事，发表论文数百篇。担任《Aggregate》等多个杂志编委，获得中国国家自然科学二等奖等奖项。
1977年本科毕业于中国科学技术大学；1991年获姬路工业大学应用化学系博士学位；1991年-1992年，在中国科学院兰州化学物理研究所从事博士后研究；1993年至今，在南开大学化学系任教授。